# یاستکوو (استان لوبلین)
یاستکوو (به لاتین: Jastków) یک روستا در لهستان است که در گمینا یاستکوو واقع شده‌است. یاستکوو ۷۰۰ نفر جمعیت دارد.